# Баграмян (Армавир)
Вижте пояснителната страница за други значения на Баграмян.
Баграмян е град, намиращ се в западната част на Провинция Армавир, Армения.
Населението на града е 903 души (2001).